# Guerra straniera
La guerra straniera (in greco antico: Ξενικὸς Πόλεμος?, Xenikòs Pòlemos) fu combattuta tra il 346 e il 343 a.C. tra le forze di Cnosso, con l'aiuto di alcuni mercenari guidati dal focese Faleco, e le forze di Litto, aiutati dagli Spartani di re Archidamo III, che la avevano fondata.

## Svolgimento
Cnosso voleva rafforzare la sua egemonia su Creta, ma i Littiani si erano opposti: Cnosso, in risposta, dichiarò loro guerra nel 346 a.C., mandando loro incontro i mercenari del focese Faleco.
Quando stavano per soccombere, i Littiani chiesero aiuto agli Spartani, che salvarono la città e sconfissero Faleco. Quest'ultimo decise di andare ad assediare Kydonia, ma fu ucciso nel corso dei combattimenti. Così terminò la guerra.
Questa guerra ha dimostrato di essere un punto di svolta nella storia cretese, dato che era la prima volta che le forze straniere andarono a Creta e interferirono nei suoi affari.